# Tmesisternus nitidus
Tmesisternus nitidus là một loài bọ cánh cứng trong họ Cerambycidae.